# Carlos Portaluppi
Carlos Portaluppi (Mercedes, Corrientes; 8 de junio de 1967) es un actor argentino. Comenzó en papeles secundarios, y saltó a la fama interpretando a Dominicci, el farmacéutico que atendía al personaje de Leonor Manso en Vulnerables. Es conocido por su participación en series como Vidas robadas (Martín Fierro de Oro 2008) y su papel como "Morcilla" en El marginal (Martín Fierro de Oro 2017). En 2021 fue premiado con un Premio Konex al mejor actor televisivo de la última década en Argentina.

## Participaciones

### Teatro
- 1984: Nuestros hijos
- 1990: Los mutuos
- 1991: La guerra de los sexos
- 1991: Marea roja
- 1992: Angelina o el honor de un brigadier
- 1992: Bodas de sangre
- 1992: El jardín de los cerezos
- 1993/94: Ubu rey
- 1996: El relámpago
- 1996: La gaviota
- 1997: La visita de la anciana dama
- 1997: Monelle
- 1998: Calígula
- 1998: Hamlet
- 1998: Sueño de una noche de verano
- 1999: Extraña pareja
- 2000/2001: El humor después de los 30
- 2000: El miembro ausente
- 2001: La intangible
- 2001: Te llevo en la sangre
- 2002/03: De rigurosa etiqueta
- 2002: (H) Umoris Vermicellis
- 2003: Azul metalizado
- 2003/05: Beckett Argentinien (de Guillermo Ghio)
- 2004/05: La señorita de Tacna
- 2004/05: Nunca estuviste tan adorable
- 2006: Nunca estuviste tan adorable
- 2007: Antes muerto
- 2007: El pan del adiós
- 2007: La felicidad
- 2008: La felicidad
- 2012: Todos felices - Living, Comedor y Jardín- (de Alan Ayckbourn)
- 2012/13: La historia del señor Sommer (de Guillermo Ghio)
- 2013: Emilia (de Claudio Tolcachir)
- 2013/15: Sinfonía y sus visitantes -Voz en off- (de Marcelo Serre)
- 2015: Bajo terapia (de Matías Del Federico)
- 2017: Invencibles
- 2019: Perfectos desconocidos (de Paolo Genovese, dirigida por Guillermo Francella)[2][3]

## Cine
| Año  | Título                                                   | Personaje               | Director                                |
| ---- | -------------------------------------------------------- | ----------------------- | --------------------------------------- |
| 1995 | Facundo, la sombra del tigre                             |                         | Nicolás Sarquís                         |
| 2000 | Ojos que no ven                                          | Forense en la morgue    | Beda Docampo Feijóo                     |
| 2001 | La fuga                                                  | Morguero en la facultad | Eduardo Mignogna                        |
| 2002 | Herencia                                                 | Raúl                    | Paula Hernández                         |
| 2004 | Ay, Juancito                                             | Tucho                   | Héctor Olivera                          |
| 2004 | Dos ilusiones                                            |                         | Martín Lobo                             |
| 2004 | Los fusiladitos                                          | Rodolfo Walsh           | Cecilia Miljiker                        |
| 2005 | Whisky Romeo Zulu                                        | Gordo                   | Enrique Piñeyro                         |
| 2005 | Un año sin amor                                          | Editor                  | Anahí Berneri                           |
| 2005 | Tiempo de valientes                                      | Villegas                | Damián Szifron                          |
| 2006 | Las manos                                                | Padre Giacomino         | Alejandro Doria                         |
| 2006 | Chile 672                                                | Cámara                  | Pablo Bardauil y Franco Verdoia         |
| 2007 | ¿Quién dice que es fácil?                                | Esteban                 | Juan Taratuto                           |
| 2007 | Una novia errante                                        | Germán                  | Ana Katz                                |
| 2007 | El pasado                                                | Abogado Carmen          | Héctor Babenco                          |
| 2007 | Encarnación                                              | Osmar Núñez             | Anahí Berneri                           |
| 2007 | Extranjera                                               | Padre / Agamenón        | Inés de Oliveira Cézar                  |
| 2009 | Homero Manzi, un poeta en la tormenta                    | Alicia                  | Eduardo Spagnuolo                       |
| 2009 | Horizontal/Vertical                                      | El portero Pedro        | Nicolás Tuozzo                          |
| 2009 | Alicia & John, el peronismo olvidado                     | John William Cooke      | Carlos Castro                           |
| 2010 | Antes                                                    | Carlos                  | Daniel Gimelberg                        |
| 2010 | Por tu culpa                                             | Jefe de Policía         | Anahí Berneri                           |
| 2010 | Mis días con Gloria                                      | Daniel Almafuerte       | Juan José Jusid                         |
| 2011 | Verdades verdaderas                                      | Abel                    | Nicolás Gil Lavedra                     |
| 2011 | Eva de la Argentina                                      | Rodolfo Walsh           | María Seoane                            |
| 2011 | El día que no nací                                       |                         | Florian Micoud Cossen                   |
| 2012 | Industria argentina, la fábrica es para los que trabajan | Juan Ralde              | Ricardo Díaz Iacoponi                   |
| 2012 | Masterplan                                               | Perito                  | Diego Levy y Pablo Levy                 |
| 2016 | Hijos nuestros                                           | Hugo                    | Juan Fernández Gebauer y Nicolás Suárez |
| 2017 | Corralón                                                 |                         | Eduardo Pinto                           |
| 2017 | Los que aman, odian                                      | Comisario               | Alejandro Maci                          |
| 2018 | Román                                                    |                         | Eduardo Meneghelli                      |
| 2018 | Eso que nos enamora                                      | Laucha                  | Fernando Mordkowickz                    |
| 2019 | Lo habrás imaginado                                      | Guille                  | Victoria Chaya Miranda                  |
| 2019 | Shalom Taiwán                                            |                         | Walter Tejblum                          |
| 2020 | La dosis                                                 | Marcos Roldán           | Martín Kraut                            |
| 2021 | El perro que no calla                                    | Luis                    | Ana Katz                                |
| 2021 | 8.9.89 (documental Tragedia de Bella Vista)              | Declamador              | Marcel Czombos                          |
| 2022 | Argentina, 1985                                          | León Carlos Arslanián   | Santiago Mitre                          |
| 2023 | La extorsión                                             | Mario Aldana            | Martino Zaidelis                        |
| 2024 | 1978                                                     | Carancho                | Luciano Onetti y Nicolás Onetti         |

## Televisión
| Ficciones | Ficciones                            | Ficciones                | Ficciones                                                    | Ficciones                       |
| Año       | Título                               | Personaje                | Notas                                                        | Canal                           |
| --------- | ------------------------------------ | ------------------------ | ------------------------------------------------------------ | ------------------------------- |
| 1990-1991 | Atreverse                            | Franco / Rolo            | 2 episodios                                                  | Telefe                          |
| 1992-1993 | Mi mamá me ama                       | Teo                      | Elenco secundario                                            | Canal 9                         |
| 1997      | Como pan caliente                    | Juan                     | Recurrente                                                   | Canal 13                        |
| 1997      | Socios                               | Tito                     | Recurrente                                                   | Canal 13                        |
| 1997-1998 | Amor Sagrado                         | Gino                     | Recurrente                                                   | Telefe                          |
| 1998      | Los Fiscales                         | Abogado                  | Participación especial                                       | Telefe                          |
| 1998      | Gasoleros                            | Víctor                   | Participación especial                                       | Canal 13                        |
| 1999      | Quien escribe mi destino             | Roberto                  | Participación especial                                       | ATC                             |
| 1999-2000 | Vulnerables                          | Elvio Dominicci          | Recurrente                                                   | Canal 13                        |
| 1999      | Mamitas                              | Darío                    | Elenco secundario                                            | América TV                      |
| 1999      | Por el nombre de Dios                | Barranchina              | Antagonista                                                  | Canal 13                        |
| 2000      | El club de la comedia                | Varios personajes        | Varios episodios                                             | Canal 13                        |
| 2001-2002 | El sodero de mi vida                 | Raúl Peralta             | Recurrente                                                   | Canal 13                        |
| 2003      | Malandras                            | Alfredo                  | Participación especial                                       | Canal 9                         |
| 2003      | Durmiendo con mi jefe                | Checho                   | Participación especial                                       | Canal 13                        |
| 2004      | Jesús, el heredero                   | Fabián                   | Participación especial                                       | Canal 13                        |
| 2004      | Epitafios                            | Dr. Morini               | Participación especial                                       | HBO                             |
| 2005      | Hombres de honor                     | Pío Molinaro             | Coprotagonista                                               | Canal 13                        |
| 2005      | Amor mío                             | Tulio                    | Participación especial                                       | Telefe                          |
| 2006      | Las aventuras del Dr. Miniatura      | Secuaz                   | Participación especial                                       | Telefe                          |
| 2006      | Al límite                            | Fernando                 | Episodio 11: "Robarle a mamá"                                | Telefe                          |
| 2006      | Amas de casa desesperadas            | Alberto Goldstein        | Participación especial                                       | Canal 13                        |
| 2006      | Mujeres asesinas 2                   | Julio                    | Episodio 21: "Blanca, operaria"                              | Canal 13                        |
| 2006      | Amo de casa                          | Claudio                  | Recurrente                                                   | Canal 9                         |
| 2006      | El tiempo no para                    | Elías                    | Participación especial                                       | Canal 9                         |
| 2006      | Un cortado, historias de café        | Manuel                   | Participación especial                                       | TV Pública                      |
| 2007      | Hechizada                            | Tadeo                    | Participación especial                                       | Telefe                          |
| 2007      | 200 Años                             | Wolfgang                 | Elenco principal                                             | TV Pública                      |
| 2007      | Cuentos de Fontanarrosa              | Bruno                    | Participación especial                                       | TV Pública                      |
| 2007      | El capo                              | Carlos                   | Estelar principal                                            | Telefe                          |
| 2007      | Mujeres asesinas 3                   | Walter                   | Episodio 6: "Claudia, herida"                                | Canal 13                        |
| 2007      | Reparaciones                         | Perfumo                  | Unitario especial de Fundación Huésped                       | Canal 13                        |
| 2008      | Epitafios                            | Dr. Morini               | Participación especial                                       | HBO                             |
| 2008      | Vidas robadas                        | Dr. Fabio Pontevedra     | Participación especial                                       | Telefe                          |
| 2009      | Los exitosos Pells                   | Jorge Lauda              | Participación especial                                       | Telefe                          |
| 2009      | Mitos, crónicas del amor descartable | Hugo                     | Elenco principal                                             | América TV                      |
| 2010      | Todos contra Juan 2                  | Él mismo                 | Cameo                                                        | Telefe                          |
| 2010      | Sutiles diferencias                  | Franco                   | Unitario especial de Fundación Huésped                       | Canal 13                        |
| 2011      | El hombre de tu vida                 | Darío Montalbán          | Episodio 12                                                  | Telefe                          |
| 2012      | Perfidia                             | Daniel Cosentino         | Elenco secundario                                            | Canal 7                         |
| 2012      | La dueña                             | Sergio Matienzo          | Elenco secundario                                            | Telefe                          |
| 2013      | Historia clínica                     | Aníbal Troilo            | Episodio 10: "Aníbal Troilo, Pichuco, el bandoneón mayor"    | Telefe                          |
| 2013      | Historias de diván                   | Esteban                  | Episodio 15: "Amor de padre"                                 | Telefe                          |
| 2013-2014 | Los vecinos en guerra                | Jorge "Coco" Dellamonica | Elenco secundario                                            | Telefe                          |
| 2014      | La redonda                           | Gigio Tessieres          | Elenco principal                                             | TV Pública / INCAA TV / Canal 5 |
| 2015      | Fábricas                             | Tato                     | Elenco principal                                             | TV Pública                      |
| 2016      | Conflictos modernos                  | Horacio                  | Episodio 13: "Una novia para papá"                           | Canal 9                         |
| 2016-2019 | El marginal                          | "Morcilla"               | Antagonista (Temporada 1-2) / Elenco principal (Temporada 3) | TV Pública / Netflix            |
| 2016      | La casa del mar                      | Junior                   | Elenco principal (Temporada 2)                               | OnDirecTV                       |
| 2017      | Cuéntame cómo pasó                   | Alberto                  | Elenco secundario                                            | TV Pública                      |
| 2017      | En viaje                             | Fermín                   | Episodio 7: "El peso del amor"                               | 360TV                           |
| 2018      | Psiconautas                          | Armando                  | Recurrente                                                   | Netflix                         |
| 2021      | Días de gallos                       | Elche                    | Elenco principal                                             | HBO Max                         |
| 2022      | María Marta, el crimen del country   | Procurador Bergés        | Participación especial                                       | HBO Max                         |
| 2022      | Diario de un gigoló                  | Román                    | Participación especial                                       | Netflix                         |
| 2023      | Las bellas almas de los verdugos     | Sánchez Sorondo          | Participación especial                                       | TV Pública                      |
| 2023      | Mordisquito                          | Raúl Apold               | Coprotagonista                                               | TV Pública                      |

## Premios y nominaciones
- 2021: Premios Konex, Actor de televisión.
- 2009: Premios Martín Fierro a mejor Actor de reparto en drama por Vidas robadas.
- 2003/04: ACE mejor actor de reparto por La señorita de Tacna.
- 1984: Premio mejor actor, Festival Provincial de Teatro de la Provincia de Corrientes, por su participación en la obra Nuestros Hijos.

### Nominaciones
- 2005: premio ACE como mejor actor de espectáculo Off por El homosexual.
- 2005: premio ACE como mejor actor de reparto en comedia dramática por "Nunca estuviste tan adorable".
- 2007: premio Cóndor de Plata a mejor actor de reparto por "Una novia errante".
- 2007: premios Clarín, mejor actor de reparto por "La novia errante".
- 2007: premios Martín Fierro a mejor actor de reparto en drama por "Mujeres asesinas".
- 2007: Premios Sur, mejor actor protagónico por "La novia errante".
- 2008: premios Martín Fierro: Actor de reparto en drama.
- 2015: Premios Nuevas Miradas en la Televisión: Mejor actor protagónico por "Guita Fácil"